# Ahmed Abdi Godane
Ahmed Abdi Godane (somali:  Axmed Cabdi Godane; 10 de julho de 1977 – 1 de setembro de 2014), também conhecido como Mukhtar Abu Zubair, foi o Emir (líder) de Al-Shabaab, grupo islâmico criado na Somália e conhecido por ter laços com o grupo terrorista Al-Qaeda, de 2009 a 2010 e novamente de 2011 até a sua morte. Godane, que recebeu treinamento e lutou no Afeganistão, foi designado pelos Estados Unidos como terrorista. Foi morto por um ataque de drone dos Estados Unidos em 1 de setembro de 2014 no sul da Somália.